# 詹姆斯·布魯克
詹姆斯·布洛克爵士，KCB（1803年4月29日—1868年6月11日），英国探险家，砂拉越王國第一任拉者。

## 早年
1803年4月29日生于不列颠东印度公司属地印度貝拿勒斯市郊的班德爾。他的父亲托马斯·布鲁克（Thomas Brooke）是东印度公司莫拉達巴德法院的首席法官，而他的母亲安娜·玛利亚·斯图亚特（Anna Maria Stuart）则是苏格兰國會縉紳（Lord of Parliament）第九代布兰泰尔勋爵（9th Lord Blantyre）的私生女。布鲁克是两人的次子。他在12岁时返国，在祖父母位于舒梨郡赖盖特（Reigate）的家中居住。布鲁克曾经以寄宿生身份，入读诺里奇文法学校（Norwich Grammar School），不过，他在两三年后，就逃出了学校。此后，他再也没有入读任何一间学校，所以，他接受过的正规教育很少。布鲁克的父母返国后，他回到他们身边，与他们一起在巴斯居住，并开始接受家庭教师教导。他在家中备受宠爱，害羞、任性。1819年5月11日，布鲁克以少尉军衔加入东印度公司第2/6孟加拉土著步兵团。1824年，他又被调到第18土著步兵团。1821年，布鲁克获晋升为中尉。次年5月，他又获任为助理副军需官。布鲁克在第一次英缅战争中，指挥一队非正规骑兵。1825年1月27日，他在今朗布尔（Rangpur，今阿萨姆邦锡布萨格尔）作战时，身负重伤。布鲁克因此返国养伤。此后，东印度公司每年都向他发放70英镑津贴。
布鲁克康复后，未能在服役期限完结之前，赶回印度。他辞去了军职，在游历了中国、檳城、馬六甲和新加坡之后，在1831年乘坐亨特利城堡号（Castle Huntley）再次返国。布鲁克可能就是在这时，产生了探索印度群岛的念头。1834年，他买入了雙桅橫帆船芬德利号（Findlay），进行对华贸易，没有取得成功。
他的父亲在1835年12月12日过世，给他留下了一笔30,000英镑的遗产。布鲁克用这笔钱买了142吨的双桅纵帆船皇家号（Royalist）。买了船之后，他在1836年末，航往地中海，进行练习。最后，布鲁克才在1838年12月16日航往新加坡。1838年10月，他发表了一份招股书，可以看到他代表英国对抗东方群岛荷兰势力的意愿。布鲁克最有兴趣的是馬魯都湾（Marudu Bay，今沙巴），他认为取得该地，就可以将新加坡和澳大利亚北部的埃辛頓港口（Port Essington）连接起来。他觉得自己是海道測量師亚历山大·道爾林普（Alexander Dalrymple）和新加坡之父斯坦福·莱佛士爵士的继承人。皇家号和小型战舰非常相似，因为皇家号装有固定的6磅舰炮和可以旋转的小型舰炮（Swivel gun），还挂有皇家游艇会（Royal Yacht Squadron）的白色船旗。
领航员乔治·温莎·厄尔（George Windsor Earl）、地理学家亚历山大·道爾林普（Alexander Dalrymple）、政治家斯坦福·莱佛士对布鲁克的影响都十分深远。
抵达新加坡后，布鲁克得知，砂拉越土著发动了暴乱对抗文莱苏丹，损害了英沙贸易。海峡殖民地总督文咸委托他到当地平乱，以报答苏丹的伯父木达·哈新（Muda Hassim），他之前帮助过遇上海难的英国水手。布鲁克在1839年8月15日进入文莱古晉，受到苏丹热情接待，同时，他也了解了暴乱的详情：当地总督班根丁·马哥达（Pangeran Mahkota）和苏丹的伯父木达·哈新先后尝试过平乱，都没有获得成功。此后，他到了三马拉汉省和伦乐河（Lundu River）参观，见到了当地的马来人和达雅人。布鲁克又在苏拉威西岛逗留了半年，又参观了布吉人王国Waju和Boni。他在当地人面前，展现了自己高超的骑术和枪法。不过，布鲁克没有久留此地的意愿。

## 获封为拉惹
布鲁克在新加坡逗留了一段时间后，就在1840年8月29日回到古晉镇压叛乱。他在船员的协助下，帶領木达·哈新的士兵，在砂拉越河畔叛军巢穴Belidah擊潰了對手。布魯克說服了蘇丹，饒恕帶領叛亂的比達友人（Bidayuh）銻礦礦工的馬來酋長。木达·哈新承诺，会委任他为砂拉越总督，以表答谢。1841年9月24日，布鲁克皇家号的舰炮运到木达·哈新的宫殿外，强迫木达·哈新履行承诺，委任他为砂拉越总督。1842年7月，文莱苏丹奥玛·阿里（Omar Ali）承认了这一任命，布鲁克于同年8月18日正式上任。旧总督班根丁·马哥达感到不满，开始进行敌对活动。1843年10月，布鲁克在皇家海军的协助之下，将哈新扶植为文莱首相。
确立了自己的地位后，他委任亨利·怀斯（Henry Wise）为代表，在伦敦游说英国政府承认砂拉越的地位，并且引起普通投资者的兴趣。1848年，怀斯创办了东方群岛公司（Eastern Archipelago Company），开发砂拉越和納閩。不久后，怀斯和布鲁克就因为经济政策和銻礦特许开采权的问题，产生矛盾，断绝合作关系。
布鲁克致力于改革文莱王国。布鲁克以文莱法律为蓝本，制定了含有英国“公平竞争”概念的新法律。他尊重伊斯兰教，并且将马来语定位政府语言。同时间，布鲁克按照自己自由主义、人道主义的观点，废除了一些陋习，如强买强卖、截去他人肢体、畜奴、猎首。世袭马来精英，在他的统治架构之下，位于第二层，即他亲自挑选的西方军官之下，辅佐他进行统治。布鲁克按照自由贸易理论，制定经济政策，反对中间人和投机者。但是，他大部分的税赋，都是通过垄断各种行业得来。土著税赋十分沉重。大部分税赋，都来自为政府种植鸦片、经营赌场、售卖烧酒的华人社群。在高峰时期，垄断所得的税赋，占总体税赋的64%。

## 剿灭海盗
布鲁克成为拉惹时，砂拉越的版图东起三马拉汉，西至丹绒拿督，南达山區小流域，相当于后来的第一省。今日砂拉越的其他省份，仍然处于文莱苏丹和税吏的松散统治之下。当地部分伊斯兰贵族和達雅酋长结成联盟，在各个沿海地区进行袭击，活动范围远至苏门答腊。布鲁克开始在皇家海军的帮助下，剿灭海盗。他之所以能够得到帮助，是因为他的朋友亨利·凯珀尔（Henry Keppel）是皇家海军黛朵号（HMS Dido）的舰长。两人在1843年至1844年间，袭击了达雅族位于鲁巴河（Batang Lupar）河畔和沙里拨河（Saribas River）河畔的长屋，杀死他们的指挥Sherif Sahap和Sherif Mullah，俘获了班根丁·马哥达。不过，在沙里拨河作战时，两人也损失了一名英国军官和一名马来酋长。这两场战役完结后，布鲁克控制了当今的第二省。文莱苏丹在1853年正式承认了布鲁克对上述地区的控制权。不少敌视使用Balau语的达雅族的部落，都向布鲁克提供了宝贵的协助。
1845年8月，托马斯·科克拉内爵士（Sir Thomas Cochrane）率舰摧毁位于馬魯都（Marudu）的海盗巢穴，令尹拉農人（Illanun）在南菲律宾进行的沿海袭击活动的数量大为下降，稳固了布鲁克的统治。次年年初，砂拉越却发生了一件不利于布鲁克的事件：文莱苏丹下令处死布鲁克的盟友，包括哈新。布鲁克的改革计划可能因此无法实现。布鲁克随即联合科克拉内，攻入文莱首府，迫使苏丹作出政治让步，并且让出纳闽岛。

## 担任纳闽总督
1847年10月，布鲁克以英雄的身份返回英国，受到上流社会追捧。同年11月，牛津大学赋予他民法学博士（DCL）学位。1848年4月，英女皇又向布鲁克颁发巴斯爵级司令勋章（KCB），弗朗西斯·格兰特爵士也为他绘画了一幅画像。凯珀尔修改了布鲁克的日志之后，将他的日志集结出版，而他本人也在伦敦插图新闻上面发表了多篇文章。他因此迅速成名。英国政府虽然任命了布鲁克为纳闽总督和婆罗洲副领事，但是，却不愿承认他的拉者地位。他唯有改称，他的权力并非得自苏丹，而是得自之前发动叛乱，对抗苏丹的马来酋长。为了显示他的权力的确来自于马来酋长，布鲁克建立了一个咨询委员会，由马来人和西方人代表组成，每年召开一次。不过，英国政府仍然不愿承认他的地位。
布鲁克安排亚瑟·法夸尔率舰继续镇压达雅族叛军。法夸尔最终于1849年7月31日，在沙里拨河出海口大败叛军，令叛军损失过千人。布鲁克开始在主要河流的两岸设立一种树立的堡垒，以监控叛军、管理地区。他在加拿逸、Skrang（河流，在斯里阿曼與木中一帶）和伦乐修建了上述形式的堡垒。布鲁克支持圣公会到河流的上游地区传播福音，以达到安抚达雅人的目的。1848年，法蘭西斯·麦克杜格尔牧師夫婦在他的支持之下，抵达当地传播福音，在古晋建立了一间教堂和一间学校，随后更建立了一个传教站网络。这段时间里，他的两个外甥，查尔斯·约翰逊（Charles Johnson，后更名为查尔斯·布鲁克）和约翰·约翰逊（John Johnson，后更名为布鲁克·布鲁克）也在这段时间里抵达砂拉越，辅助他处理国务。
布鲁克担任总督并不需要处理太多事务。1850年8月，英国政府派遣他出使暹逻，以达成商业条约。结果，当地国王和首相没有謁見他，显示他的外交技巧不足以应付这一任务。任务失败后，布鲁克更要求政府派出战舰迫使对方签署条约。
科克拉内和法夸尔剿灭海盗后，要求得到大笔赏金。两人的举动，受到了英国议会和公众的注意。首相阿伯丁勋爵最终于1854年在新加坡设立了一个皇家委员会，对他展开调查。布鲁克的昔日盟友怀斯向委员会提供了大量不利于他的证据。祸不单行的是，布鲁克在此期间染上了天花。不过，委员会最后还是宣判，他进行不人道和非法活动的罪名不成立。

## 镇压叛军
失去皇家海军支持后，布鲁克的地位没有如以往一样稳固。1857年2月，4000名石隆门地区的客家金矿矿工在首领刘善邦的领导下，反抗地方官吏和税吏，企图建立一个自治政府。布鲁克险些在叛乱中丧生。他最后依靠婆罗洲公司的蒸汽船和林加的马来士兵，镇压了叛军。数百名叛军逃亡荷属婆罗洲的时候身亡，当中不少人的头颅被追兵砍下带回古晋的市集。
1856年，唯一可在砂拉越运作的上市公司，婆罗洲公司开始运作。布鲁克企图通过这间公司，垄断煤炭、銻矿、西米和杜仲膠，并且支持砂拉越政府财政。叛乱平息后，他向公司借款5,000英镑，以重建国家。令布鲁克大为愤概的是，公司很快就要求他偿还贷款。公司在Sadong耗费巨资修建的矿井很快就遇到了失败，而叛乱也造成了劳动力不足的问题。拥有万贯家财的伯德特-庫茨女男爵最终为他偿还了贷款。伯德特-庫茨女男爵与布鲁克交情深厚，两人早就1848年已经认识对方。到了19世纪50年代，前者已经成为了后者的赞助人。1858年10月21日，布鲁克在重重压力之下，突然遇上麻痹性中风。
这场华工叛乱导致布鲁克在古晋的图书馆被毁。他大部分学识，都是通过自己学习得来。布鲁克的兴趣范围很广，文学、神学著作他都有兴趣阅读。他喜欢在普通人面前展示自己的学识。布鲁克的博学和雄辩，令他拥有不可置疑的魅力。他是一位一位论派教徒，喜欢揶揄持有正统观点的宗教人士，例如圣公会主教。布鲁克也对自然历史有一定的兴趣，他支持阿尔弗雷德·拉塞尔·华莱士在砂拉越进行研究工作，并向他借出一座位于山都望山的宅邸。华莱士的著名论文论演化（On Evolution）就是在这间宅邸里完成的。

## 发生转变

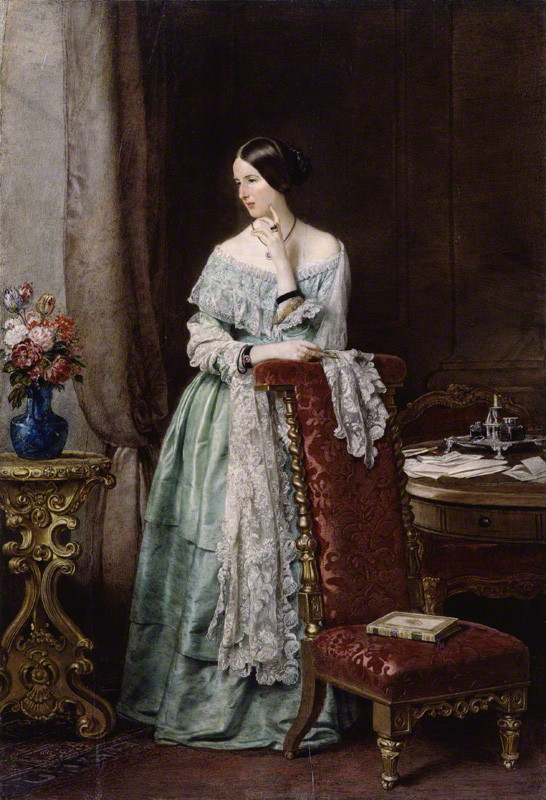
伯德特-庫茨女男爵像，由威廉·罗斯爵士绘于约1847年。

1857年，未获英国政府承认，而又债台高筑的布鲁克，计划向西方国家出售砂拉越，以挽回自己的损失。除此之外，他又在次年宣布，四十岁马夫的鲁本·乔治·沃克（Reuben George Walker）是他的私生子，而且，他准备和沃克一起返回英国。这两件事令布鲁克最初选定的继任人，布鲁克·布鲁克十分紧张：第一，舅舅的计划一旦实现，他就会失去接替他成为拉者的机会；第二，在他眼中，舅舅也有可能以沃克来代替自己，成为下一代拉者。
1863年1月，布鲁克·布鲁克所担心的事情，终于实现。詹姆斯·布鲁克以外甥无视他的权威为由，将在砂拉越辅助他处理政务的外甥驱逐出境，并且取消了他的继承资格。不过，詹姆斯·布鲁克并没有立他的私生子为继承人。同年9月25日，布鲁克将政务交给另一个外甥查尔斯·布鲁克之后，就返回了英国，此后再也没有归来。这时，英国政府终于承认了砂拉越的地位。不过，当地的财政仍然由伯德特-庫茨女男爵支撑。布鲁克当时选定她为自己的继承人。
布鲁克最后一个成就是从文莱苏丹处取得了拉让江出海口以北的沐膠地区和接近荷屬東印度殖民地的内陆地区。国际市场对銻的需求量下降，使得砂拉越失去了出口贸易的支柱。令人失望的是，砂拉越也没有像预期中一样，蕴藏大量黄金和钻石以供开采出口。不过，沐胶地区出产的锡米迅速填补了这一空缺，并为政府带来了丰厚的利润。镇压彭吉兰·尼帕（Pengiran Nipa）所需的军费，很大一部分就来自于锡米所带来的利润。

## 晚年
他退休后，到德文郡达特穆尔地区西部，邻近Sheepstor的Burrator隐居。布鲁克在当地的宅邸，是他在1859年公开筹款时购置的。他逝世前还担任过Sheepstor的教会委员（Churchwarden）。布鲁克虽然退休了，但是他仍然进行过一些公务，如游说英国政府接管砂拉越，与外国政府协商等等。1865年，伯德特-庫茨女男爵宣布放弃自己继承砂拉越的权利，因此，布鲁克将较为年幼的外甥查尔斯·布鲁克选定为继承人。他和布鲁克·布鲁克的关系缓和了不少，不过，他没有向布鲁克·布鲁克提供过实际的帮助，这与他对同父异母的兄弟查尔斯·威廉·布鲁克的态度，有很大的分别。1866年初，布鲁克再次中风。同年6月9日，他第三次中风，并且于两日后病逝，享年65岁。布鲁克在同月17日葬于Sheepstor教堂墓园。他在砂拉越的功绩为他带来了名气，却未为他带来财富：他的遗产价值，不到1,000英镑。

## 流行文化
詹姆斯·布鲁克的事迹，对魯德亞德·吉卜林、约瑟夫·康拉德等人创作作品，有一定影响。康拉德作品吉姆老爷（Lord Jim）的主角就是以他为原型创作出来。而吉卜林也在短篇故事霸王铁金刚当中提到过他。